# Oglianico
Oglianico (piemontesisch Ojani) ist eine Gemeinde in der italienischen Metropolitanstadt Turin (TO), Region Piemont.

## Lage und Einwohner
Oglianico liegt 36 km nördlich von Turin am Orco. Das Gemeindegebiet umfasst eine Fläche von 6 km² und hat 1445 Einwohner (Stand 31. Dezember 2023).
Die Nachbargemeinden sind Salassa, Rivarolo Canavese, San Ponso, Busano, Favria, Rivarossa und Front.

## Geschichte

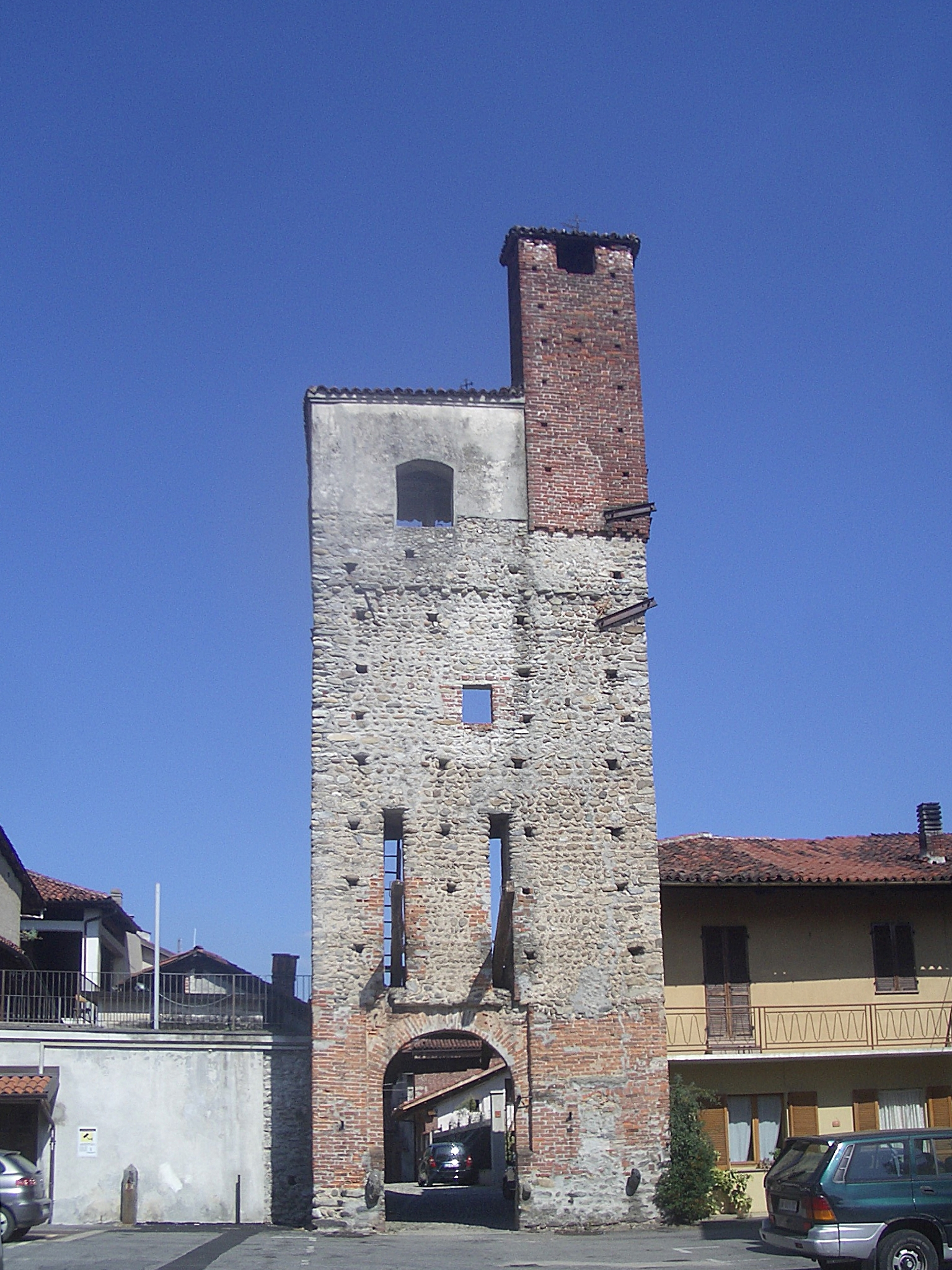
Torturm von Oglianico

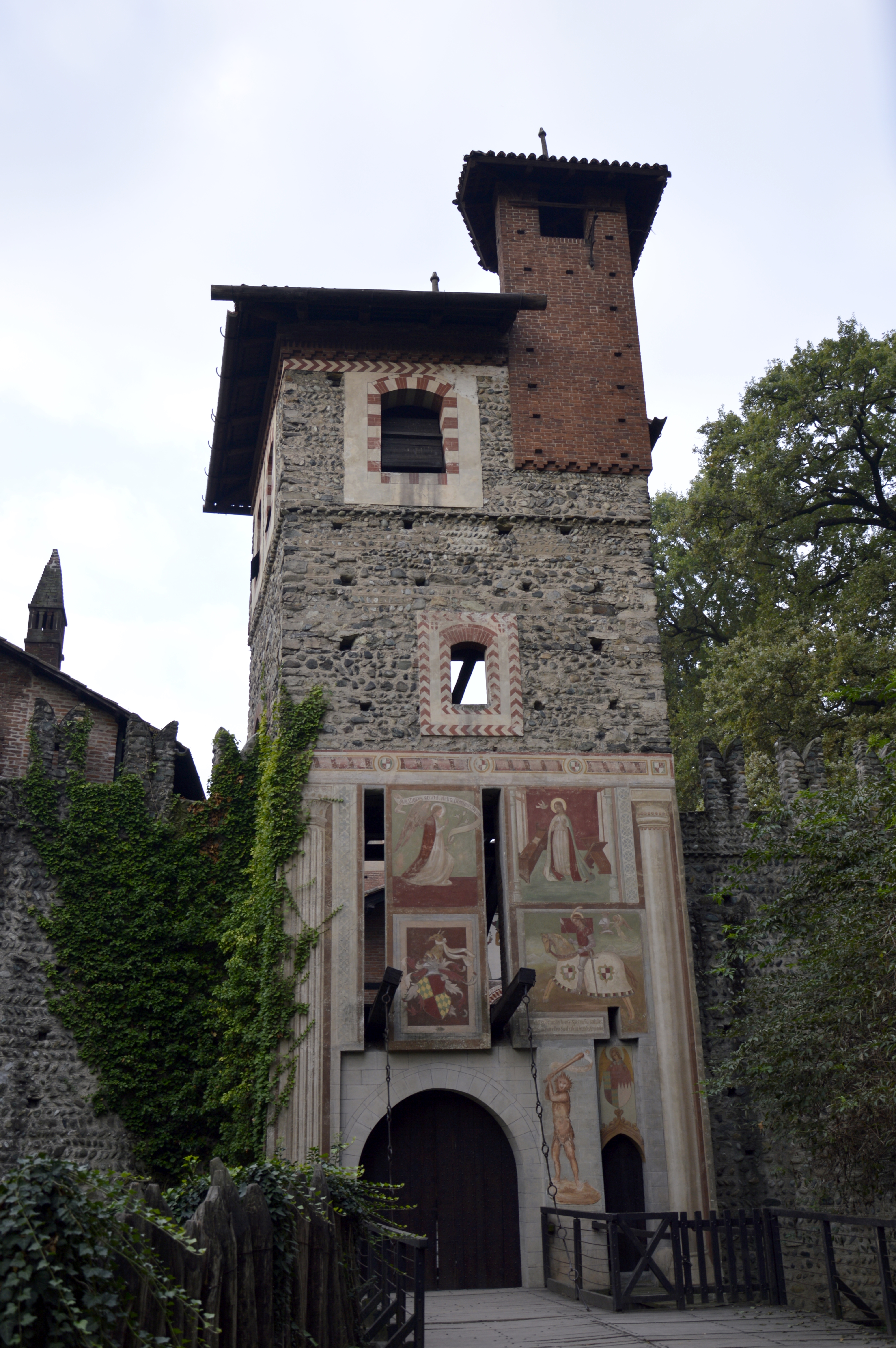
Nachbildung des Torturm im Freilichtmuseum Borgo medioevale di Torino

Oglianico ist eine Gemeinde im Canavese-Gebiet mit wahrscheinlich keltischen Ursprungs, deren Onomastik von Uliaco, später Ulianico, abgeleitet sein könnte. Eine andere Theorie leitet seinen Namen vom römischen Adligen Ulius ab, woraus fundus ullianus entstand, woraus später Ulianicus wurde. Die ersten sicheren Informationen stammen aus dem 12. Jahrhundert und genau aus dem Jahr 1110, als Kaiser Heinrich V., indem er seinen Brüdern Guido und Ottone, Grafen von Canavese, zahlreiche Lehen bestätigte, auch Oglianico ernannte.
Während des gesamten Mittelalters war das Schicksal von Oglianico mit dem des nahe gelegenen Dorfes Rivarolo verbunden, dem Sitz der Savoyer Burg, von der es abhängig war. während das benachbarte Favria dem Einfluss der Markgrafen von Monferrato unterlag. Die Streitigkeiten zwischen den Herren von Canavese, den Grafen von Valperga und San Martino, um den Besitz des Territoriums spiegelten die alten Kämpfe zwischen Welfen und Ghibellinen wider.
Das Dorf Oglianico befand sich in einer strategischen Transit- und Grenzlage, was zu ständigen Kriegen führte. Die Notwendigkeit, die Bevölkerung, die Ernte und das Vieh zu schützen, veranlasste die Einwohner von Oglianico, einen der wichtigsten Schutzräume des Canavese zu errichten, geschützt durch einen imposanten Torturm, ein typisches Beispiel eines dreiseitigen mittelalterlichen Turms, dessen vierte Seite offen ist zum Inneren hin. Es handelt sich um einen so gut erhaltenen und aus architektonischer Sicht bedeutsamen Turm, dass er von Alfredo D’Andrade im mittelalterlichen Dorf Valentino anlässlich der italienischen Generalausstellung von 1884 originalgetreu nachgebildet wurde. Heute ist es das Freilichtmuseum Borgo medioevale di Torino.